# Campylothelium tenue
Campylothelium tenue är en lavart som beskrevs av Aptroot. Campylothelium tenue ingår i släktet Campylothelium och familjen Trypetheliaceae.   Inga underarter finns listade i Catalogue of Life.